# Wreckage
Wreckage è un EP del gruppo musicale svedese di genere metal degli Entombed, pubblicato nel 1997.
Contiene il brano del titolo nelle versioni tradizionale e remix, e quattro cover.

## Tracce
1. Wreckage – 4:02
2. Wreckage (Larceny Remix) – 5:08
3. Tear it Lose – 3:18
4. Lost – 3:11
5. The Ballad of Ollins Brown – 4:06
6. Satan – 1:10